# Пасу (Торриш-Новаш)
Па́су (порт. Paço) — район (фрегезия) в Португалии, входит в округ Сантарен. Является составной частью муниципалитета Торриш-Новаш. По старому административному делению входил в провинцию Рибатежу. Входит в экономико-статистический субрегион Медиу-Тежу, который входит в Центральный регион. Население составляет 734 человека на 2001 год. Занимает площадь 7,58 км².
Покровительницей района считается Дева Мария (порт. Nossa Senhora das Dores).